# Karun Gurung
Karun Gurung (9 de junho de 1986) é um futebolista butanês que atua como lateral-esquerdo, mas também pode jogar no meio-de-campo. Atualmente joga pelo Tertons no futebol, e pelo Paro Yuljong no futsal.

## Carreira internacional
Jogou pela primeira vez pelo Butão em 4 de dezembro de 2009, contra o Bangladesh, pela Copa da SAFF. O jogo terminou em derrota por 4 a 1.

## Vida pessoal
Karun é dono de um restaurante localizado na capital Thimbu.